# Cao nguyên Chota Nagpur
Cao nguyên Chota Nagpur (Hindi: छोटा नागपुर पठार) là một cao nguyên rộng khoảng 65 ngàn km² ở Đông Ấn Độ. Cao nguyên này gần như bao trùm hết diện tích của tiểu bang Jharkhand cùng lan sang địa phận những tiểu bang cận lân: Orissa, Tây Bengal, Bihar và Chhattisgarh. Phía Bắc và Đông của cao nguyên này là đồng bằng Ấn-Hằng. Phía Nam là lưu vực sông Mahanadi. Phía Tây núi cao dần nhập vào dãy núi Satpura.
Cao nguyên có thể chia thành ba khu vực chính. Khu phía Tây cao nhất, có độ cao tuyệt đối từ 910 đến 1100 mét. Khu giữa cao khoảng 610 mét. Khu thứ ba lui về phía đông cao khoảng 300 mét, nhưng cũng có một số đỉnh hơn 1000 mét như đỉnh Shikharji.
Cao nguyên Chota Nagpur thực chất là tập hợp của một số cao nguyên như cao nguyên Tây Ranchi, Ranchi, Hazaribagh, Koderma cùng một số địa hình không bằng phẳng Damodar, Palamu và Manbhum-Singhbhum.
Cao nguyên Chota Nagpur có khí hậu mát mẻ, nhiều nắng, ít mưa. Đây là vùng sinh thái nhiệt đới, cận nhiệt đới và rừng lá rộng ít mưa.